# Hasuda Shūgorō
Hasuda Shūgorō (japanisch 蓮田 修吾郎; geboren 2. August 1915 in Kanazawa (Präfektur Ishikawa); gestorben 6. Januar 2010 in Kamakura) war ein japanischer Kunstschmied.

## Leben und Wirken
Hasuda Shūgorō machte 1938 seinen Studienabschluss im Fach Metallkunsthandwerk an der „Tōkyō bijutsu gakkō“ (東京美術学校), einer Vorläufereinrichtung der heutigen „Universität der Künste Tōkyō“. Danach bildete er sich unter dem Metallkünstler Takamura Toyochika (高村 豊周; 1890–1972) weiter und zeigte seine Werke auf Ausstellungen wie der „Jissai kōgei bijutsu-ten“ (実在工芸美術展). Dabei beschäftigte er sich mit dem Zusammenwirken von Metallplastik und Architektur.
Auf der Ausstellung der 5. „Nihon bijutsu-in tenrankai“ (kurz „Nitten“) 1949 konnte Hasuda zum ersten Mal seine Objekte zeigen. 1951 wurde er für seine Skulptur „Trophäe“ (トロフィー) mit dem Asakura-Sonderpreis (日展特選朝倉賞, Nitten tokusen Asakura-shō) ausgezeichnet. 1952 wurde er Juror der Ausstellung und beteiligte sich im selben Jahr an der Gründung der „Gesellschaft für kreatives Kunsthandwerk“ (創作工芸協会, Sōsaku kōgei kyōkai).
1953 wurde Hasudas Werk „Bronze-Wandschirm Schwarzer Panther“ (黒豹鋳銅スクリーン, Kurohyō chūdō skurīn) mit den Nitten-Hokuto-Preis (日展北斗賞) ausgezeichnet, 1959 erhielt er für „Bison und Nymphe“ (野牛とニンフ, Yagyū to ninfu) den Preis des Kultusministers (日展文部大臣賞を受賞). 1961 beteiligte er sich an der Gründung der (日本現代工芸美術家協会) und erhielt im selben Jahr für „Beben des Waldes“ (森の鳴動, Mori no neidō) den Preis der Akademie der Künste.
1975 wurde Hasuda Professor an seiner Alma Mater, die ihm beim Eintritt in den Ruhestand als „Meiyo Kyōju“ ehrte, und Mitglied der Akademie der Künste. 1976 gründete der das „Japanische Forschungsinstitut für Metallarbeiten“ (日本金属造型研究所, Nihon kinzoku zōkei kenkyūjo), dem 1978 die „Ausstellungsreihe der Metallkünstler“ (金属造型作家展, Kinzoku zōkei sakka-ten) folgte. Es folgten Ausstellungen in Deutschland und anderen Ländern.
1981 schuf Hasuda das Mahnmal „Schlagbrücke zu den Vier Inseln“ (四島のかけ橋, Yontō no kakehashi) am Kap Nosappu (納沙布岬) in der Stadt Nemuro für die unmittelbar an Hokkaidō grenzenden, nach japanischer Ansicht zu Unrecht von Russland annektierten vier Inseln. Das Mahnmal ist ein Beispiel für haushohe Objekte des Künstlers. Er schuf jedoch vorwiegend kleinformatige Bronzeobjekte.
1982 erhielt Hasuda das Bundesverdienstkreuz, 1987 wurde er als Person mit besonderen kulturellen Verdiensten geehrt und 1991 mit dem Kulturorden ausgezeichnet.